# Janez Sigfrid Apfaltrer
‎Janez Sigfrid Apfaltrer, kranjski plemič, zemljiški gospod, * 8. julij 1696, Kamnik, † 27. oktober 1764, Kranj.

## Življenje
Baron Janez Sigfrid Apfaltrer je izviral iz stare kranjske plemiške rodbine Apfaltrerjev, ki je pridobila
baronski naslov leta 1672. Rodil se je v Kamniku, kjer je bil krščen 8. julija 1696. Bil je sin Volfganga (Volfa) Herbarda barona Apfaltrerja in Izabele, rojene grofice Barbo pl. Waxenstein. Leta 1711 ga zasledimo v zadnjem razredu ljubljanske jezuitske gimnazije, na retoriki. 
Med prisednike kranjskega ograjnega sodišča je bil sprejet 1. julija 1719, oženil pa se je 5. septembra 1722 z Ano Marijo Henriko (Henrieto) grofico Barbo pl. Waxenstein na gradu Podsreda. V dvajsetih in tridesetih letih 18. stoletja je živel v Ljubljani, kjer se mu je v zakonu z
Barbovo, dedinjo gospostva Podsreda, rodilo sedem otrok, trije pa v tridesetih letih v Črnem
Potoku. Zemljiški gospod je postal leta 1722, ko mu je oče izročil gospostvo Črni Potok pri Litiji, kupljeno leta 1704, ter imenje broda čez Savo pri Šentjakobu. Leta 1738 je za 20.000 goldinarjev kupil gospostvo Kieselstein  z istoimenskim dvorcem v Kranju, ki ga je tako kot Črni Potok
za njim podedovala vdova Henrieta. Umrl je star 68 let v Kranju, kjer so ga pokopali 27. oktobra
1764, po oporočni želji pri župnijski cerkvi kraja smrti.